# Алтамонт (Тенеси)
Алтамонт (енгл. Altamont) град је у америчкој савезној држави Тенеси.

## Демографија
По попису из 2010. године број становника је 1.045, што је 91 (-8,0%) становника мање него 2000. године.
| Група             | 2000.         | 2010.         |
| Белци             | 1.103 (97,1%) | 1.026 (98,2%) |
| Афроамериканци    | 1 (0,1%)      | 0 (0,0%)      |
| Азијати           | 1 (0,1%)      | 0 (0,0%)      |
| Хиспаноамериканци | 23 (2,0%)     | 10 (1,0%)     |
| Укупно            | 1.136         | 1.045         |